# Heterosignum hashimotoi
Heterosignum hashimotoi là một loài chân đều trong họ Paramunnidae. Loài này được Shimomura miêu tả khoa học năm 2009.